# Anzac
Anzac är en förkortning för Australian and New Zealand Army Corps, den australiska och nyzeeländska armékåren som stred mot turkiska styrkor i slaget vid Gallipoli under första världskriget. Därefter har namnet även använts om andra australiska och nyzeeländska trupper i strid.

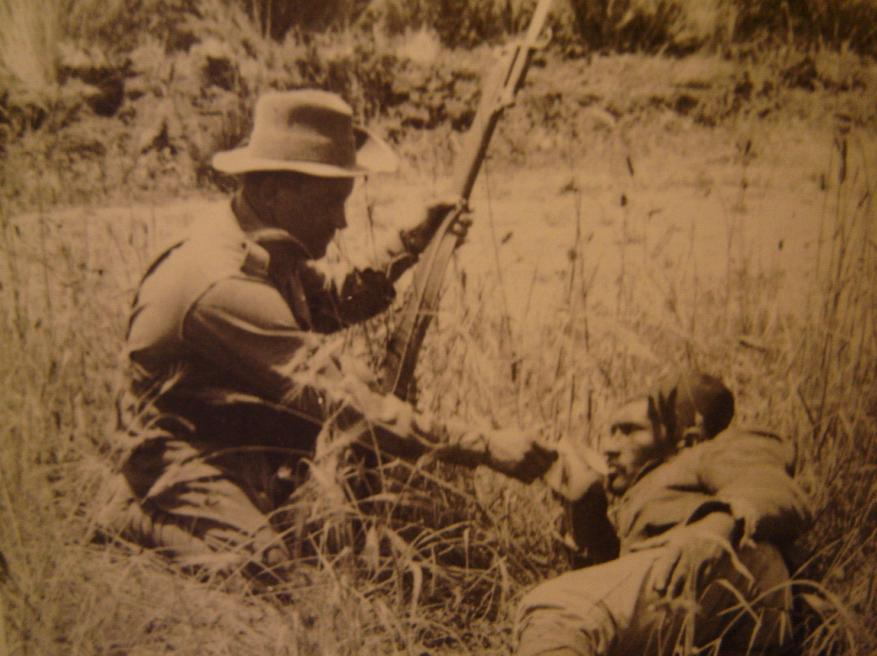
En Anzacsoldat ger vatten till en skadad turkisk soldat

Gallipoli blev ett svårt nederlag för Anzactrupperna. Den 25 april, dagen för landstigningen år 1915, hedras varje år minnet av de stupade med parader och minneshögtider. Anzacdagen  är allmän helgdag i Australien och Nya Zeeland.
Anzac har, förutom ett antal monument i Australien och Nya Zeeland samt vid Gallipoli, även givit namn åt Anzacbron i Sydney, parken Anzac Square i Brisbane, flera militärfartyg (bland annat en fregattklass och ledarfartyget i klassen), Anzac biscuits (en sorts havrekakor som sägs likna kakor i Anzacsoldaternas proviant) och Anzac Test (en årlig rugbymatch mellan Australien och Nya Zeeland). Även det medicinska forskningsinstitutet The ANZAC Research Institute i Sydney är uppkallat efter kåren.